# Borgarhraunseggjar
Borgarhraunseggjar är en ås i republiken Island. Den ligger i regionen Västlandet, i den västra delen av landet, 80 km norr om huvudstaden Reykjavík.